# Inola subtilis
Inola subtilis är en spindelart som beskrevs av Davies 1982. Inola subtilis ingår i släktet Inola och familjen vårdnätsspindlar.
Artens utbredningsområde är Queensland. Inga underarter finns listade i Catalogue of Life.